# Cheilotrichia (Empeda) hamiltoni
Cheilotrichia (Empeda) hamiltoni is een tweevleugelige uit de familie steltmuggen (Limoniidae). De soort komt voor in het Australaziatisch gebied.